# Sparkasse Radebeul
Die Sparkasse Radebeul war eine Sparkasse in der sächsischen Stadt Radebeul. Sie wurde 1876 als Sparkassenverband für die Lößnitz gegründet und mehrfach umfirmiert, umstrukturiert und neugegründet. Infolge der Kreisreform 1995/97 wurden die zu jener Zeit in Radebeul bestehenden drei Filialen der ehemaligen Kreissparkasse Dresden-Land in die Kreissparkasse Meißen eingegliedert. Heute gehören sie zu deren Nachfolger, der Sparkasse Meißen mit Hauptsitz in Riesa in Sachsen.

## Geschichte
Am 23. November 1876 wurde ein Sparkassenverband für die Lößnitz gegründet.  Am 13. Januar 1877 wurde dann in Radebeul der erste Sparcassenverein auf dem Gebiet der Lößnitzortschaften gegründet. Zum Direktor wurde der ortsansässige Landtagsabgeordnete und Standesbeamte Carl Gottlieb Barth (1819–1898) bestimmt. Am 2. August 1879 nahm das Geldinstitut als Verbandssparkasse der haftenden Gemeinden Alt-Radebeul, Niederlößnitz, Wahnsdorf sowie Reichenberg in der damaligen Bahnhofstraße 1 (im Vorgängerbau der heutigen Hauptstraße 1) die öffentliche Arbeit auf. 1879 wurde die Sparkassensatzung als Regulativ bestätigt.

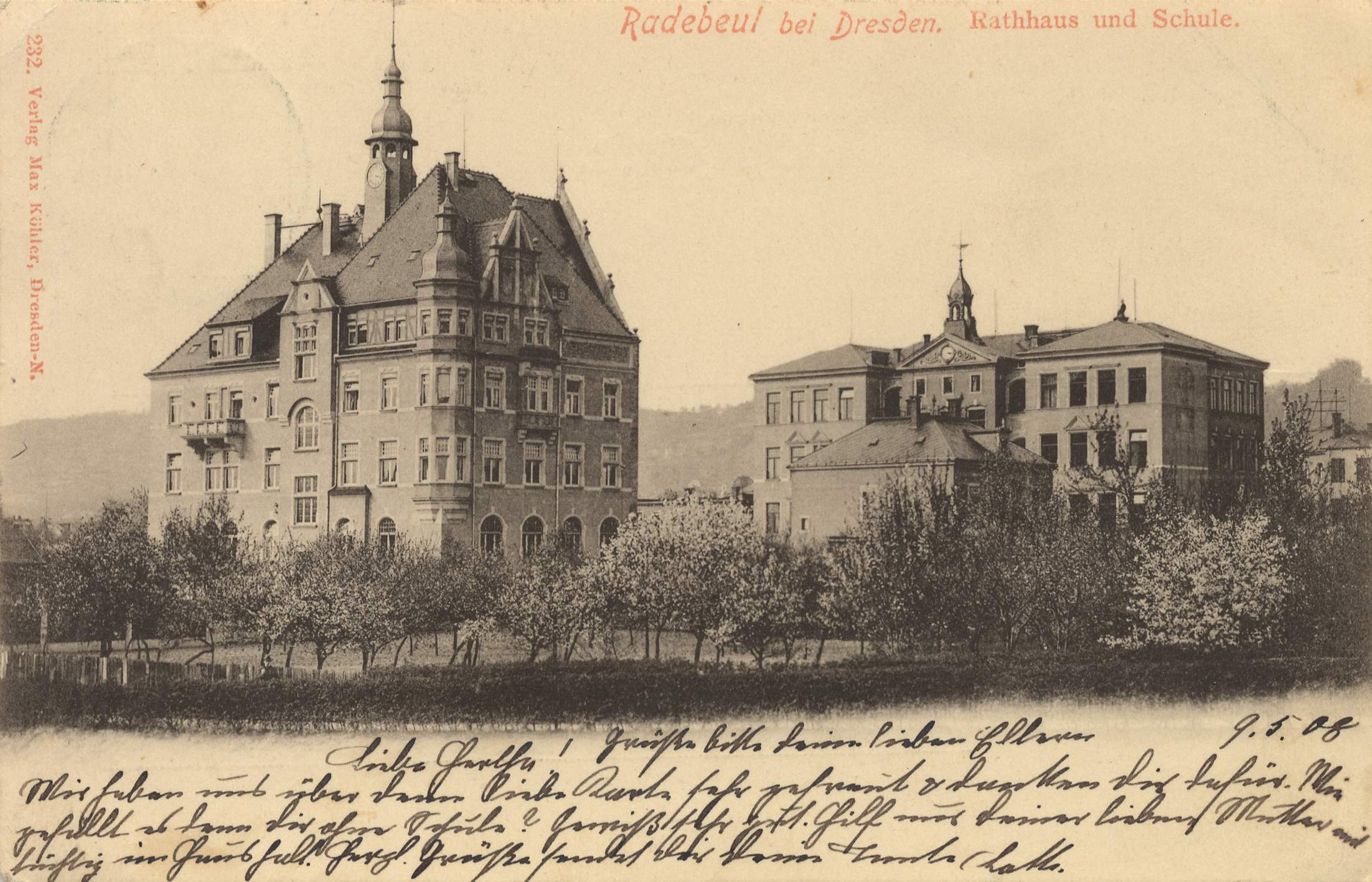
Sparkassensitz im Rathaus (li.), gegenüber die Pestalozzischule (1908).

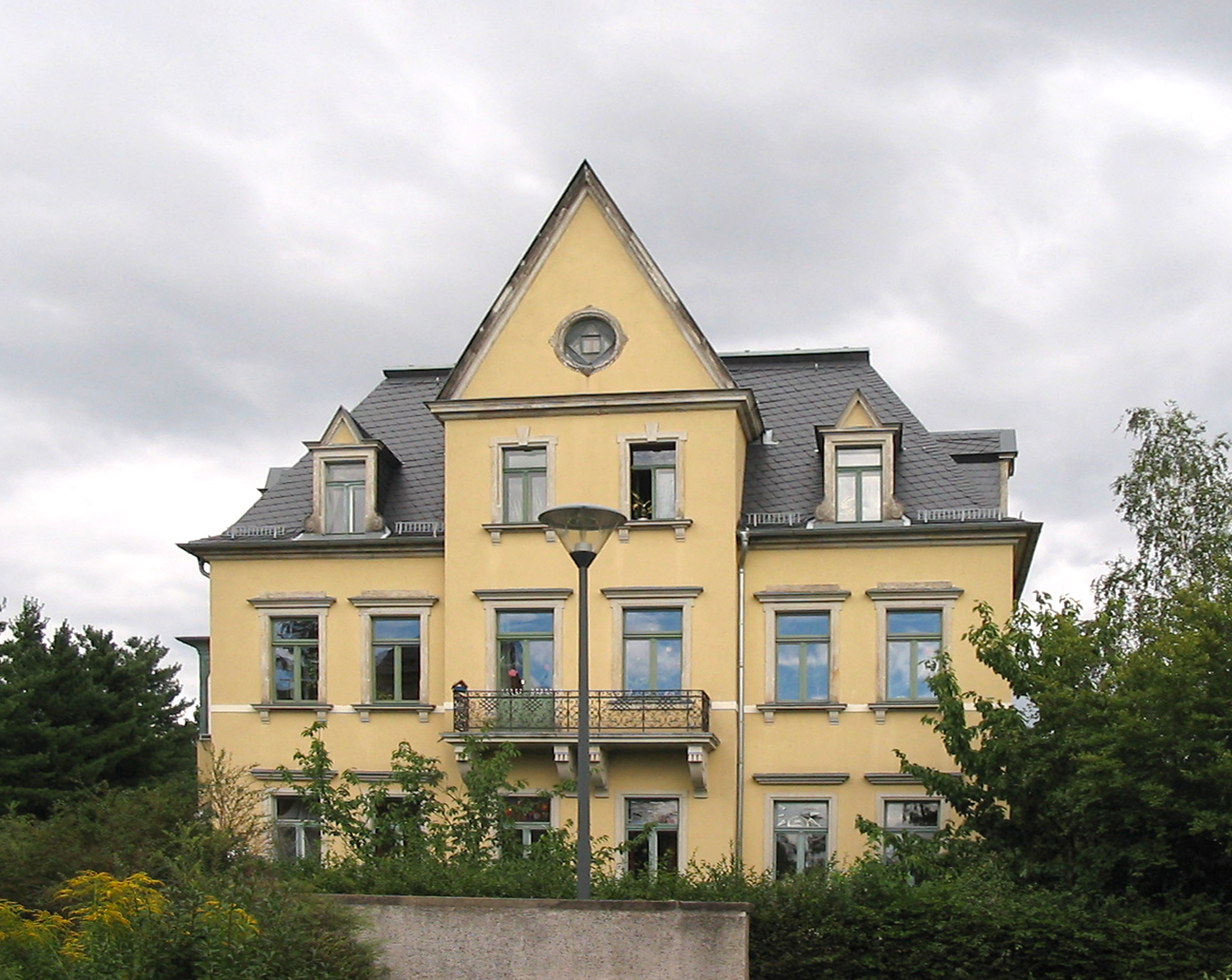
Ehemaliges Oberlößnitzer Rathaus

Ab dem Jahr 1889 war die Sparkasse in einem eigenen Gebäude in der Sidonienstraße 3 untergebracht. 1898, im Todesjahr von Barth, übernahm ein bestallter Beamter die Leitung der Geschäfte, während den Ausschussvorsitz in der Regel der Radebeuler Gemeindevorstand übernahm. Nach der Errichtung des Radebeuler Rathauses zu Beginn des 20. Jahrhunderts bezog die Sparkasse ebenso wie das Standesamt und andere öffentliche Einrichtungen Räumlichkeiten dort. 1905, mit seiner Eingemeindung nach Radebeul, wurde das bisherige Gemeindegebiet von Serkowitz in das Regulativ mit aufgenommen. 1909 wurde der Giroverkehr eingeführt.
Durch den Zusammenschluss von Kötzschenbroda, Zitzschewig, Naundorf und Niederlößnitz 1923 zur neuen Großgemeinde Kötzschenbroda trat Niederlößnitz aus dem Sparkassenverband Radebeul aus und wurde Teil der Kötzschenbrodaer Sparkasse. Die Hyperinflation von 1923 vernichtete das Radebeuler Sparkassenvermögen. Im selben Jahr noch trat die Villengemeinde Oberlößnitz bei; die Verbandssparkasse firmierte zum Gemeindeverband für die Sparkasse zu Radebeul-Oberlößnitz in Radebeul (kurz Verbandssparkasse Radebeul-Oberlößnitz) um und zog in das Oberlößnitzer Rathaus um. 1925 kaufte die Sparkasse gegenüber vom Bahnhof Radebeul, in der Sidonienstraße 5, ein Grundstück für künftige eigene Räume in der Radebeuler Gemarkung. Der Sparkassenverband fasste den Entschluss, Neugeborenen jeweils ein Sparbuch mit einer Einlage von 3 Mark zu schenken. Im Folgejahr 1926 trat die Gemeinde Boxdorf dem Sparkassenverband bei; noch im selben Jahr wurde eine Schulsparkasse eingerichtet. 1930 wurde die Geschäftsstelle in der Sidonienstraße eröffnet.
Mit der Vereinigung von Radebeul und Kötzschenbroda zu Beginn des Jahres 1935 firmierte die Sparkasse in Kötzschenbroda zur Stadtsparkasse Radebeul-West um. 1944 erging das Gesetz zur Neuordnung der sächsischen Sparkassen und Girokassen. Die aufgrund der gesetzlichen Regelungen neugegründete Spar- und Girokasse Radebeul trat nicht nur die Rechtsnachfolge der Stadtsparkasse Radebeul-West und der Verbandssparkasse Radebeul-Oberlößnitz an, sondern übernahm auch das gesamte Sparkassenwesen der rechtselbischen Gemeinden Klotzsche, Hellerau, Moritzburg, Friedewald, Wilschdorf sowie des linkselbischen Cossebaude. Während die Sparabteilung in den bestehenden Räumen blieb, wurde die Giroabteilung in das Radebeuler Rathaus verlegt.
Nach dem Ende des Zweiten Weltkriegs wurden in der Sowjetischen Besatzungszone sämtliche Sparkassen geschlossen. Mit der Neuordnung des Sparkassenwesens wurde der Zweckverband liquidiert; am Folgetag, dem 15. August 1945, wurden neue Sparkassen gegründet. Die neue Stadtsparkasse Radebeul nahm ihren Sitz in der Sidonienstraße 5, dazu hatte sie die Zweigstelle in ihrem Haus in Kötzschenbroda. 1950 fusionierte sie mit der Kreissparkasse Dresden und 1951 mit der Stadtsparkasse Dresden. 1957 wurde die Kreissparkasse Dresden-Land gebildet, die mit 13 Zweigstellen, zwei davon in Radebeul, und weiteren betrieblichen und örtlichen Nebenstellen den Kreis Dresden-Land versorgte. 1961 zog die Filiale Radebeul-Ost in die Räume des ehemaligen „Café Bismarck“ in der Hauptstraße 27.
Den ersten Geldautomaten im Landkreis stellte die Sparkasse 1986 auf; er kam von dem einzigen Automatenhersteller der DDR, der Radebeuler Wägetechnik Rapido. In Radebeul-West gab es den ersten Geldautomaten erst 1991. Im selben Jahr erfolgte die Kontonummernumstellung auf das niedersächsische System; auch EC-Karten wurden erstmals ausgegeben.
Die drei Radebeuler Sparkassenfilialen (einschließlich der zwischenzeitlich eröffneten Filiale Mitte bei den Landesbühnen Sachsen) kamen infolge der Kreisreform 1995 zum Januar 1997 zur Kreissparkasse Meißen, die später wegen der Landkreisfusion in die Sparkasse Meißen überging.